# Trò chơi ảo giác: Ares
Trò chơi ảo giác: Ares (tên tiếng Anh: Tron: Ares) là bộ phim khoa học viễn tưởng của Hoa Kỳ được sản xuất bởi Walt Disney Pictures và do Walt Disney Studios Motion Pictures phân phối. Đây là phần hậu truyện của Trò chơi ảo giác và đồng thời cũng là phần phim thứ ba trong loạt phim Tron, phim sẽ được đạo diễn bởi Joachim Rønning với kịch bản do Jesse Wigutow cùng với Jared Leto, Justin Springer và Emma Ludbrook trong vai trò nhà sản xuất. Ngoài ra, phim cũng sẽ có sự tham gia diễn xuất của Jared Leto, Evan Peters, Greta Lee, Jodie Turner-Smith, Cameron Monaghan, Sarah Desjardins và Gillian Anderson.
Trò chơi ảo giác: Ares sẽ được công chiếu tại các rạp ở Hoa Kỳ vào năm 2025.

## Diễn viên
- Jared Leto thủ vai Ares
- Evan Peters
- Greta Lee
- Jodie Turner-Smith
- Cameron Monaghan
- Sarah Desjardins
- Gillian Anderson
- Hasan Minhaj
- Arturo Castro

## Sản xuất

### Phát triển
Thông tin về việc bật đèn xanh phát triển của phần hậu truyện của Trò chơi ảo giác được tiết lộ vào tháng 9 năm 2010 bởi nhà sáng tạo loạt phim là Steven Lisberger với sự trở lại của bộ đôi biên kịch từ phần phim trước là Edward Kitsis và Adam Horowitz. Vào tháng 4, 2011, đạo diễn Joseph Kosinski đã khẳng định rằng kịch bản của phim vẫn đang được phát triển với nội dung xoay quanh các nhân vật của Sam Flynn và Quorra ở thế giới thực. Ngày 31 tháng 3, Kosinski đã nói rằng kịch bản của phim sẽ có thể được hoàn thành trong hai tuần tới với tựa đề ban đầu là TR3N. Vào tháng 6, đã có thông báo về việc biên kịch David DiGilio đã được thuê để chấp bút tiếp tục cho kịch bản của phim sau khi Kitsis và Horowitz đã rời khỏi dự án để phát triển bộ phim truyền hình Ngày xửa ngày xưa của họ. Tháng 3 năm 2021, Bruce Boxleitner chia sẻ rằng anh tin quá trình quay phim sẽ sớm được bắt đầu vào năm 2014, sau khi Kosinski thực hiện các cam kết của anh với bộ phim Bí mật Trái Đất diệt vong. Vào tháng 6, Kitsis và Horowitz tiết lộ rằng họ vẫn đang tham gia trong dự án, mặc dù vậy vào tháng 12 sau đó, Jesse Wigutow tiếp tục được thuê để viết lại kịch bản của phim. Và cùng trong tháng đó, Boxleitner và Garrett Hedlund đã xác nhận rằng họ sẽ quay trở lại trong phần hậu truyện này.